# ستارا موراوا
ستارا موراوا (به لهستانی:  Stara Morawa) یک روستا در لهستان است که در گمینا سترونگه شلانسکیه واقع شده‌است. ستارا موراوا ۱۱۰ نفر جمعیت دارد.